# غانغننغ (مدينة)
غانغننغ (بالهانغل: 강릉시 | بالهانجا: 江陵市 | غانغننغ شي) هي مدينة كورية جنوبية تقع في مقاطعة غانغوون على الشاطئ الشرقي للدولة. يبلغ عدد السكان 229,869 وفقاً لإحصاء 2006. المدينة هي المركز الاقتصادي لمنطقة يونغدونغ. تضم المدينة عدة أماكن سياحية مثل جونغدونغجن وهي منطقة مشهورة بمشاهدة شروق الشمس. توجد في جنوب البلدة محطة لسلاح الجو الكوري الجنوبي والذي كان مطاراً محلياً فيما سبق. المدينة تضم أيضاً نادي غانغننغ في الدوري المحلي، ونادي غانغوون في الدوري الكوري.

## الثقافة
تضم المدينة عدة مهرجانات. أكبر هذه المهرجانات هو مهرجان دانو (بالهانغل: 강릉단오제) في مدينة معارض دانو بالقرب من نهر نامداي. في سنة 1976 عين المهرجان التراث الثقافي الروحي الوطني رقم 13. في 11 نوفمبر 2005 عينته اليونسكو «روائع التراث الشفهي وغير المادي للبشرية». في هذه الأيام يضم المهرجان عدة احتفالات شعائرية ومسرحيات تقليدية. أشهر المسرحيات هي رقصة قناع غوانو التقليدية (غوانو غاميونغك) والتي لا تؤدى إلا في هذه الاحتفال.
توجد أيضاً العديد من المهرجانات الحديثة ومن أهمها المهرجان الدولي لفنون الصغار. يجذب المهرجان الشباب من جميع أنحاء العالم. يضم المهرجان العديد من البرامج الثقافية المتنوعة وأداء المجموعات المشاركة والتي تظهر الثقافة الكورية. منذ 2002 انتقل المهرجان إلى شاطئ غيونغبو في نهاية يوليو. في 2006 أنشئ مهرجان غيونغبو للروك. يعطي هذا المهرجان فرصة للفرق الكورية الغنائية لعرض أدائهم على الآخرين.
يوجد بالمدينة العديد من البقايا التاريخية والمتاحف في غانغننغ. أبرز هذه المتاحف هو متحف أجكهون والذي سمي نسبة لشجرة بامبو سوداء تنمو في المنطقة. هذه المنطقة أيضاً هي مسقط رأس العالم الكوري المشهور يل غوك (1536~1584) والمطبوعة صورته على عملة 5000 وون. بالإضافة إلى والدته شن سا إم دانغ (1504~1551) والمطبوعة صورتها على عملة 50 ألف وون. في سنة 1963 عين المتحف تراثاً ثقافياً وطنياً رقم 165. يضم المتحف أحد أقدم المباني الخشبية في كوريا. كما توجد العديد من الأضرحة الكورية والمباني السكنية القديمة والتي تعطي نظرة على حياة الأشخاص السابقين. بالقرب من المتحف يوجد متحف آخر هو متحف غانغننغ البلدي والذي يعرض الفلكلور الشعبي والقطع الأثرية من تاريخ المدينة. بالإضافة لذلك فإنه يوجد متحف آخر هو متحف دايغواليونغ والذي يقع على تلال بالقرب من المدينة. يضم المتحف مجموعة خاصة من ألف قطعة أثرية تظهر التاريخ الزراعي للمنطقة.

## معرض صور

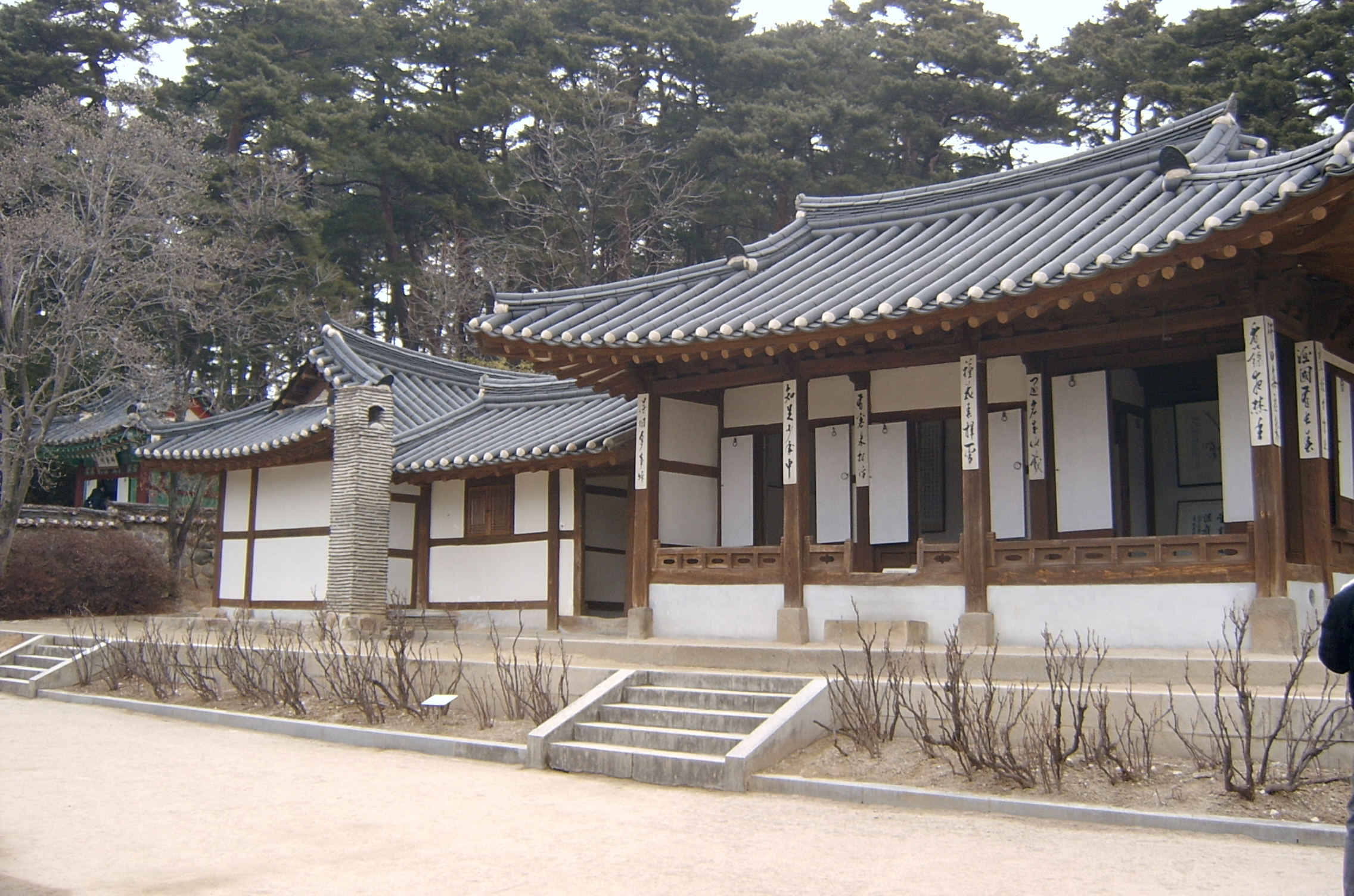
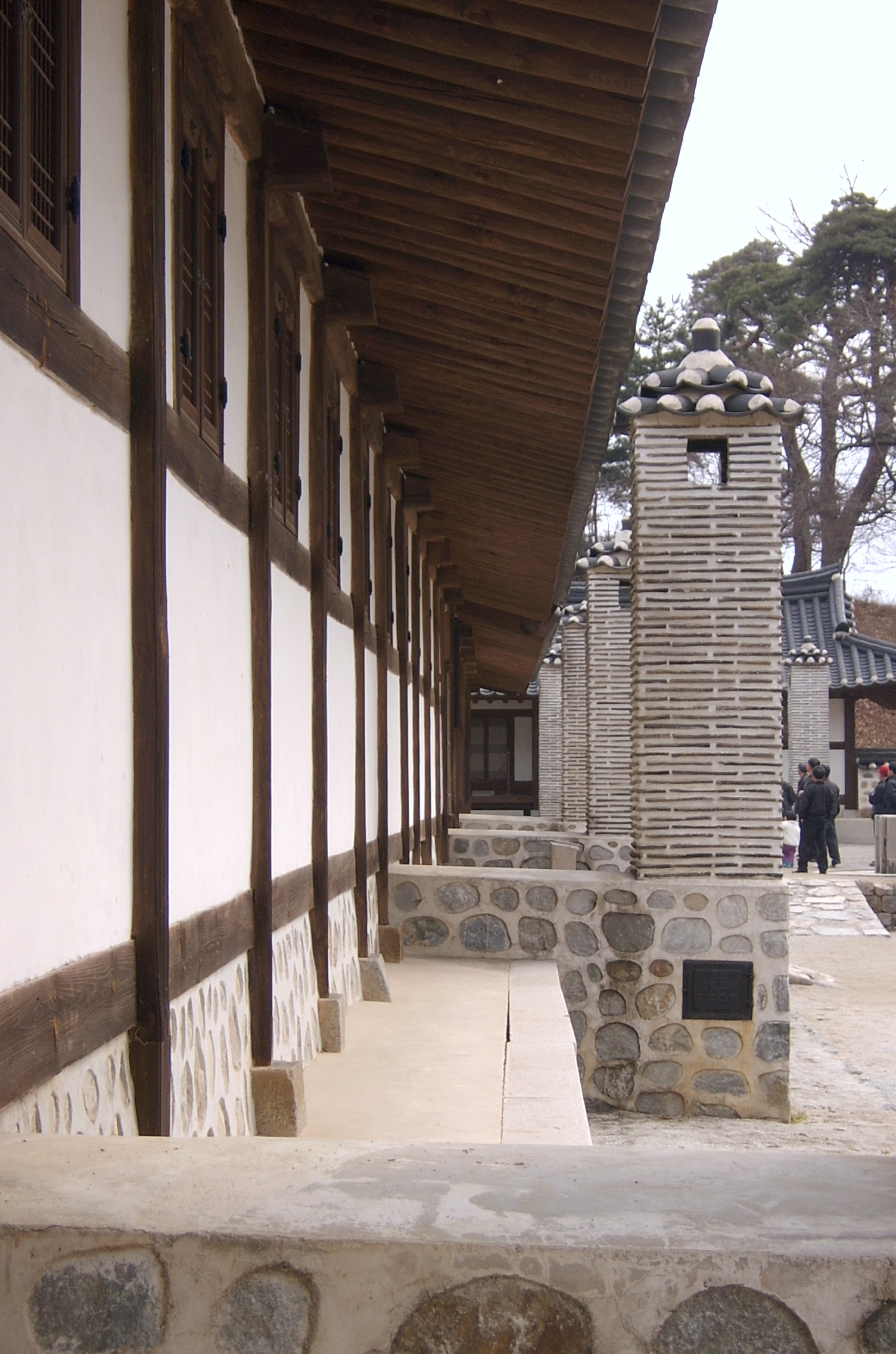
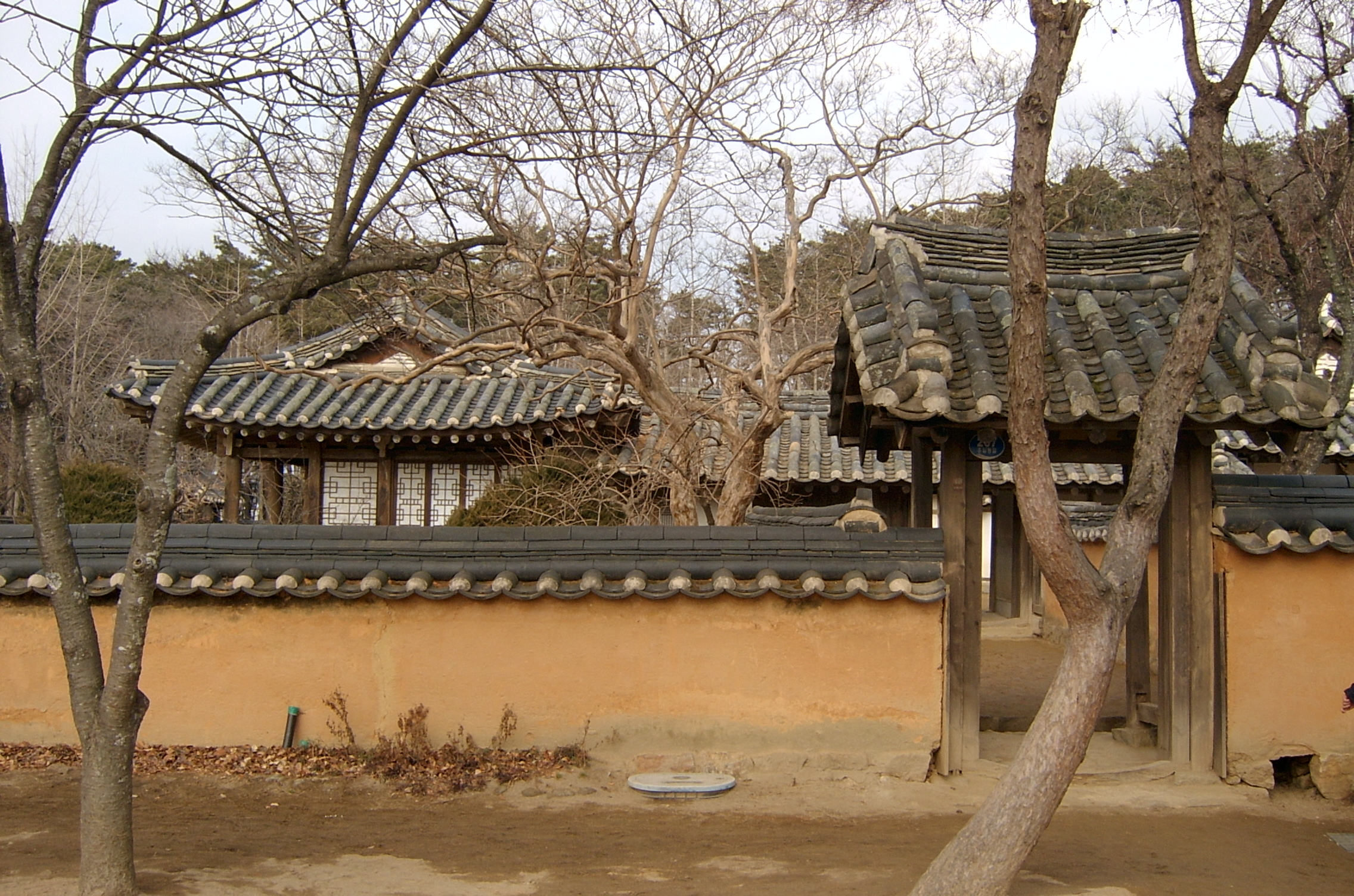
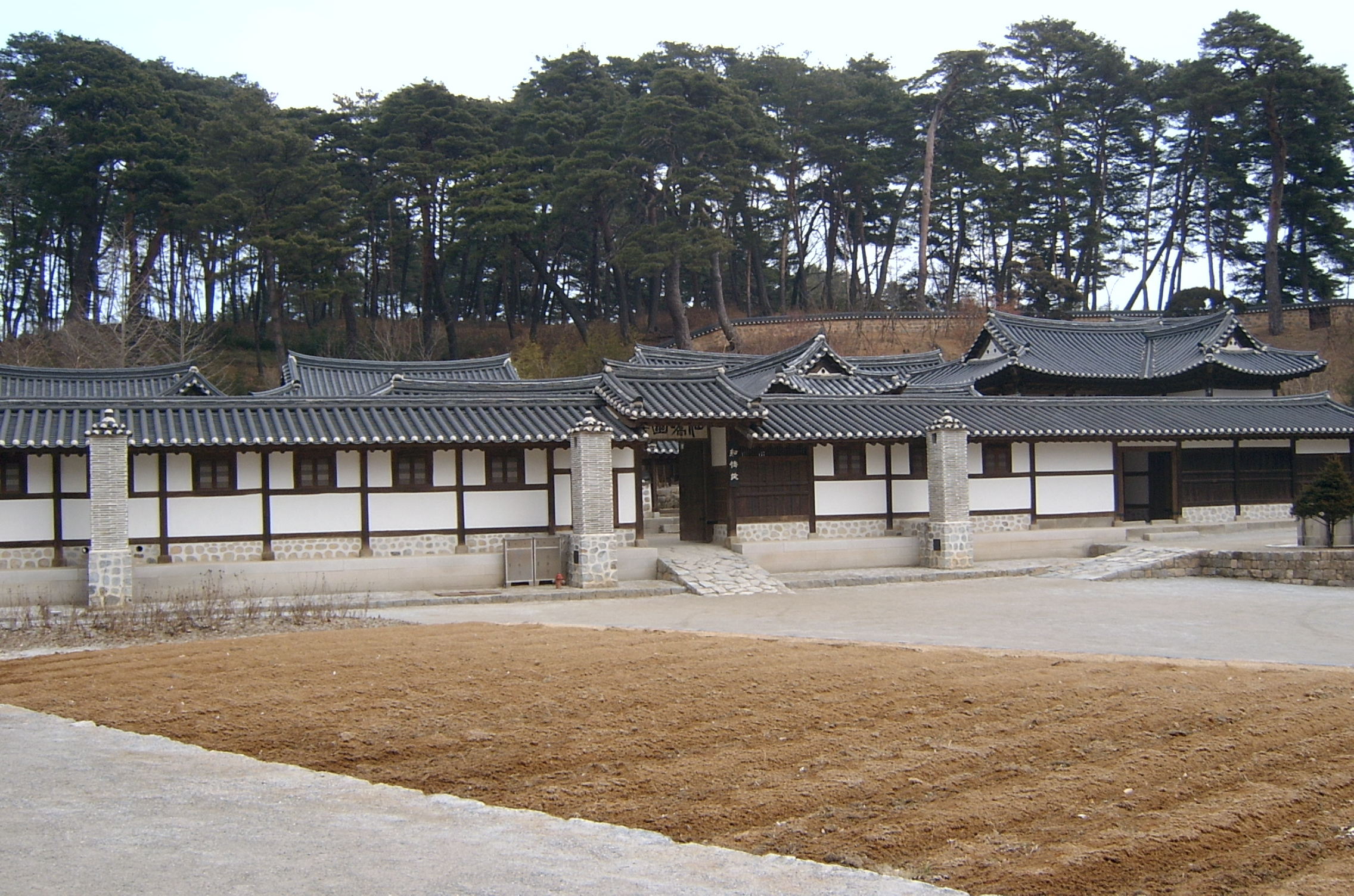

## المناخ
| البيانات المناخية لـغانغننغ (1981–2010)     | البيانات المناخية لـغانغننغ (1981–2010) | البيانات المناخية لـغانغننغ (1981–2010) | البيانات المناخية لـغانغننغ (1981–2010) | البيانات المناخية لـغانغننغ (1981–2010) | البيانات المناخية لـغانغننغ (1981–2010) | البيانات المناخية لـغانغننغ (1981–2010) | البيانات المناخية لـغانغننغ (1981–2010) | البيانات المناخية لـغانغننغ (1981–2010) | البيانات المناخية لـغانغننغ (1981–2010) | البيانات المناخية لـغانغننغ (1981–2010) | البيانات المناخية لـغانغننغ (1981–2010) | البيانات المناخية لـغانغننغ (1981–2010) | البيانات المناخية لـغانغننغ (1981–2010) |
| الشهر                                       | يناير                                   | فبراير                                  | مارس                                    | أبريل                                   | مايو                                    | يونيو                                   | يوليو                                   | أغسطس                                   | سبتمبر                                  | أكتوبر                                  | نوفمبر                                  | ديسمبر                                  | المعدل السنوي                           |
| ------------------------------------------- | --------------------------------------- | --------------------------------------- | --------------------------------------- | --------------------------------------- | --------------------------------------- | --------------------------------------- | --------------------------------------- | --------------------------------------- | --------------------------------------- | --------------------------------------- | --------------------------------------- | --------------------------------------- | --------------------------------------- |
| متوسط درجة الحرارة الكبرى °م (°ف)           | 5.0 (41.0)                              | 6.7 (44.1)                              | 10.9 (51.6)                             | 17.9 (64.2)                             | 22.4 (72.3)                             | 24.9 (76.8)                             | 27.8 (82.0)                             | 28.3 (82.9)                             | 24.5 (76.1)                             | 20.3 (68.5)                             | 13.7 (56.7)                             | 7.9 (46.2)                              | 17.5 (63.5)                             |
| المتوسط اليومي °م (°ف)                      | 0.4 (32.7)                              | 2.2 (36.0)                              | 6.3 (43.3)                              | 12.9 (55.2)                             | 17.6 (63.7)                             | 20.8 (69.4)                             | 24.2 (75.6)                             | 24.6 (76.3)                             | 20.3 (68.5)                             | 15.5 (59.9)                             | 9.2 (48.6)                              | 3.4 (38.1)                              | 13.1 (55.6)                             |
| متوسط درجة الحرارة الصغرى °م (°ف)           | −3.2 (26.2)                             | −1.6 (29.1)                             | 2.0 (35.6)                              | 7.9 (46.2)                              | 12.9 (55.2)                             | 17.0 (62.6)                             | 21.1 (70.0)                             | 21.5 (70.7)                             | 16.6 (61.9)                             | 11.2 (52.2)                             | 5.3 (41.5)                              | −0.3 (31.5)                             | 9.2 (48.6)                              |
| الهطول مم (إنش)                             | 55.1 (2.17)                             | 49.6 (1.95)                             | 68.9 (2.71)                             | 68.7 (2.70)                             | 87.0 (3.43)                             | 120.6 (4.75)                            | 242.8 (9.56)                            | 298.9 (11.77)                           | 243.8 (9.60)                            | 110.4 (4.35)                            | 80.3 (3.16)                             | 38.3 (1.51)                             | 1٬464٫5 (57.66)                         |
| متوسط أيام هطول الأمطار (≥ 0.1 mm)          | 5.8                                     | 6.4                                     | 8.9                                     | 8.3                                     | 9.3                                     | 11.3                                    | 15.6                                    | 15.6                                    | 11.1                                    | 7.1                                     | 7.2                                     | 4.5                                     | 111.1                                   |
| متوسط الرطوبة النسبية (%)                   | 49.0                                    | 52.1                                    | 56.6                                    | 54.1                                    | 61.1                                    | 71.4                                    | 76.6                                    | 78.1                                    | 74.3                                    | 62.2                                    | 53.8                                    | 47.8                                    | 61.4                                    |
| ساعات سطوع الشمس الشهرية                    | 183.8                                   | 172.6                                   | 186.5                                   | 203.8                                   | 209.1                                   | 165.0                                   | 138.2                                   | 147.9                                   | 157.2                                   | 188.3                                   | 170.6                                   | 183.3                                   | 2٬106٫3                                 |
| المصدر: Korea Meteorological Administration |                                         |                                         |                                         |                                         |                                         |                                         |                                         |                                         |                                         |                                         |                                         |                                         |                                         |